# Zacatzontli
Zacatzontli ist eine ausgestorbene Gattung der Faultiere aus der Familie der Megalonychidae. Sie stellt einen eher kleinen Vertreter der Verwandtschaftsgruppe dar, ist aber bisher lediglich über mehrere Unterkiefer und einzelne isolierte Zähne nachgewiesen. Die Funde wurden im Tecolotlán-Becken im Südwesten von Mexiko sowie in San Gerardo de Limoncito in Costa Rica geborgen. Sie weisen ein Alter von mehr als 4,9 Millionen Jahren auf, was in den Übergang vom Miozän zum Pliozän gehört. Aus stammesgeschichtlicher Sicht ist Zacatzontli trotz seines Auftretens in Mittelamerika näher verwandt mit den südamerikanischen Formen der Megalonychidae. Die Gattung gehört somit zu den ersten Vertretern der Faultiere, die im Zuge des Großen Amerikanischen Faunenaustausches nördlichere Regionen erreichten.

## Merkmale
Zacatzontli ist ein kleiner Vertreter der Faultiere, der etwa die Größe von Neocnus von der Insel Hispaniola erreichte. Bisher sind von der Form aber lediglich mehrere Unterkiefer und einzelne isolierte Zähne belegt. Der Unterkiefer, dessen Länge 12,2 cm beträgt, ist nur mit dem linken Ast vollständig erhalten, allerdings am Gelenkende beschädigt. Der rechte Ast ist abgebrochen. Der horizontale Knochenkörper besaß an der Unterkante auf der Höhe der Mahlzähne eine nur leichte Ausstülpung, was einen Unterschied zu Megalonyx darstellt. Die Höhe des Unterkiefers hier betrug am ersten molarenartigen Zahn etwa 2,9 cm, davor, im Bereich der Symphyse, und dahinter, am dritten molarenartigen Zahn, lag sie bei 2,5 cm. Typisches Kennzeichen eines Faultierunterkiefers ist die spatel- oder löffelartige Verlängerung der Symphyse nach vorn. Diese war bei Zacatzontli dreieckig geformt und ähnelte so der von Megalonyx. Sie erreichte bei Zacatzontli etwa 30 % der Länge der gesamten Zahnreihe, was deutlich mehr ist als bei Megalonyx (20 %), aber weniger als bei Pliometanastes (40 %). Bei letzterem zeigte sie sich zudem rechteckig im Umriss. Die Oberfläche des Fortsatzes war konkav eingedellt und ging gleichmäßig in die Symphyse über. Diese wiederum endete kurz vor dem ersten molarenartigen Zahn und wies so eine Gesamtlänge von 3,1 cm auf. An der Symphyse stieg die Unterkante des Unterkiefers steil auf und endete an der vorderen Verlängerung. Seitlich der unteren Mittellinie der Verlängerung bestand jeweils ein Foramen mentale. Am hinteren Ende des Unterkiefers befand sich ein niedrig liegender Winkelfortsatz.
Die Bezahnung des Unterkiefers von Zacatzontli setzte sich typisch für megalonychide Faultiere aus einem vorderen eckzahnartigen (caniniformen) Zahn und drei molarenartigen (molariforme) Zähnen zusammen, somit waren je Kieferast vier Zähne ausgebildet. Den vorderen Zahn trennte ein 0,9 cm langes Diastema von der hinteren Zahnreihe ab. Der caniniforme Zahn stieg in einem Winkel von 45° nach vorn auf. Er wies einen dreieckigen Querschnitt mit nach hinten zeigender Spitze auf. Die molariformen Zähne selbst sind nicht erhalten, ihre Form und Größe werden aber durch die jeweiligen Alveolen wiedergegeben. Demnach besaßen sie alle etwa die gleiche Größe und einen ovalen bis dreieckigen Umriss. Bei den ersten beiden molariformen Zähnen stand die Längsachse der Zähne quer zum Unterkiefer, beim letzten in Richtung des Unterkiefers. Die gesamte Länge der Zahnreihe betrug 5 cm, davon nahmen die molariformen Zähne 3 cm ein.

## Fundstellen
Die Gattung Zacatzontli ist bisher lediglich über mehrere Unterkiefer und zwei isolierte Zähne belegt. Die für die Gattung bestimmenden Fossilreste stammen von den Fundstellen Jal-Teco 20 und Jal-Teco 8 im Tecolotlán-Becken, etwa 80 km südwestlich von Guadalajara im mexikanischen Bundesstaat Jalisco. Das Tecolotlán-Becken stellt eine 20 km lange und 10 km breite, etwa Nord-Süd verlaufende Depression dar. Es geht möglicherweise auf eine Grabenstruktur zurück, die im Miozän und im Pliozän existierte und teilweise unter dem Einfluss von vulkanischen Aktivitäten stand. Die geologische und paläontologische Erforschung des Tecolotlán-Beckens begann in den 1990er Jahren. Den Untergrund des Beckens bildet die Juchitlan-Formation, die in die Oberkreide gehört und zumeist aus Kalksteinen besteht. Darauf lagert eine Sedimentserie kontinentalen Ursprungs, die sich unter fluviatil-lakustrinen Bedingungen gebildet hat. In diese sind verschiedentlich vulkanische Aschen eingeschaltet. Der untere Teil der Abfolge wird als San José Beds bezeichnet, die Sedimente hier setzen sich aus kaum verfestigten Mudden, Tonen und Sandsteinen zusammen. Sie bildeten sich im Übergang vom Miozän zum Pliozän (lokalstratigraphisch Oberes Hemphillium), was durch radiometrische Analysen an einer eingeschalteten Ascheschicht ermittelt wurde, deren Alter auf etwa 4,95 Millionen Jahren datiert. Der Bereich wird durch einen Hiatus von der oberen Sedimentserie, den San Buenoventura Beds getrennt. Diese bestehen wiederum aus Sanden, Schottern und sandigen Ton-/Schluffsteinen. Ihr Bildungszeitraum umfasst das Obere Pliozän, das Alter wurde geophysikalisch auf etwa 2,6 Millionen Jahre bestimmt.
Beide Sequenzen sind sehr fundreich. Der Unterkiefer von Zacatzontli wurde an der Fundstelle Jal-Teco 20, die beiden isolierten Zähne an der Fundstelle Jal-Teco 8 geborgen. Diese befinden sich jeweils im Süden des Tecolotlán-Beckens und gehören den San José Beds an. Die Ablagerungsfolge an Jal-Teco 20 erreicht eine Mächtigkeit von 20 bis 30 m, der Unterkiefer befand sich etwa 12 m oberhalb der Basis und 1 m unterhalb eines vulkanischen Aschebandes. Als Begleitfunde kamen neben Reptilien auch zahlreiche Säugetiere zum Vorschein. Diese umfassen unter anderem Megalonyx als einen weiteren Vertreter der Faultiere, aber auch Teleoceras als einen Angehörigen der Nashörner, verschiedene Pferdeformen (Neohipparion und Dinohippus), zusätzlich auch Hemiauchenia und weitere Paarhufer sowie Raubtiere und mit Rhynchotherium auch einen Vertreter der Rüsseltiere. Unter den Kleinsäugern sind verschiedene Nagetiere und Hasenartige nachgewiesen. Es handelt sich hierbei mit Ausnahme der Faultiere um Tierarten nordamerikanischen Ursprungs.
Weiteres Fundmaterial in Form eines Unterkieferfragmentes und isolierter Zähne kam aus Konglomeraten im oberen Abschnitt der Curré-Formation in der Umgebung von San Gerardo de Limoncito in Costa Rica zu Tage. Das Fundgebiet liegt im Tal des Coto Brus. Die Ablagerungen werden als Überreste eines ehemaligen Flussdeltas im Küstengebiet eines Flachmeeres gedeutet. Sie enthielten außerdem noch die Reste eines Vertreters der Megatheriidae, der die Gattungsbezeichnung Sibotherium trägt. Das Alter der Funde entspricht in etwa denen der aus Mexiko bekannten Reste.

## Systematik
Zacatzontli ist eine ausgestorbene Gattung aus der Familie der Megalonychidae. Die Megalonychidae bilden wiederum eine sehr formenreiche Gruppe innerhalb der Unterordnung der Faultiere (Folivora) und der Überordnung der Nebengelenktiere (Xenarthra). Zu den nächsten Verwandten der Megalonychidae gehören die Megatheriidae mit den größten bekannten Vertretern der Faultiere und die Nothrotheriidae, welche überwiegend kleinere Angehörige der Faultiere umfassen. Gemeinsam formen sie die Überfamilie der Megatherioidea. Innerhalb der Faultiere stellen die Megalonychidae eine sehr alte Linie dar, die erstmals im Oligozän in Patagonien nachweisbar ist. Charakteristische Merkmale der Megalonychidae finden sich in der eckzahn- (caniniformen) oder schneidezahnähnlichen (incisiformen) Gestaltung des jeweils vordersten Zahnes und in den molarenartig (molariform) geformten hinteren Zähne. Letztere haben zwei querstehende Leisten (bilophodont) auf der Kaufläche, was die Megalonychidae als überwiegende Blattfresser auszeichnet. Abweichend von den Megatheriidae und den Nothrotheriidae ist der Hinterfuß nicht gedreht, sondern plantigrad gestaltet und behielt somit seine ursprüngliche Form bei. In ihrer stammesgeschichtlichen Vergangenheit erreichten die Megalonychidae eine große Verbreitung, die von Südamerika über Mittelamerika bis nach Nordamerika reicht. Nach skelettanatomischen Untersuchungen wurden in die Megalonychidae auch die Faultiere der Westindischen Inseln ebenso wie die heute noch lebenden Zweifinger-Faultiere (Choloepus) eingegliedert. Allerdings ließen sich durch molekulargenetische und proteinbasierte Analysen keine näheren Verwandtschaftsbeziehungen zwischen den einzelnen Gruppen feststellen.
Die Systematik der Megalonychidae ist komplex und nur unvollständig ausgearbeitet, was sich in dem häufig fragmentierten und unvollständigen Fundmaterial begründet. Durch ihren Formenreichtums lassen sich aber verschiedene Entwicklungslinien nachweisen. Eine besteht weitgehend aus südamerikanischen Vertretern wie Megistonyx oder Ahytherium beziehungsweise Ortotherium, eine andere aus nordamerikanischen Formen, so unter anderem Megalonyx und Pliometanastes (zuzüglich gemäß skelettanatomischen Merkmalen auch karibische Vertreter wie Megalocnus oder Neocnus). Momentan ist es aber nicht möglich, für die nordamerikanischen Vertreter der Megalonychidae direkte Vorläufer zu bestimmen, was auch die Verbindung zu den südamerikanischen Formen erschwert. Für Zacatzontli ergab sich in einer ersten phylogenetischen Studie aufgrund der Merkmale des Unterkiefers vorerst eine nähere Stellung zu den südamerikanischen Megalonychidae, wobei Einschränkungen durch das vorhandene Fossilmaterial bestehen. Dies konnte in weiteren Untersuchungen und im Vergleich mit neu beschriebenen Formen aus Mittelamerika, so etwa Xibalbaonyx und Nohochichak von der Halbinsel Yucatán, bestätigt werden. Demnach bilden die mittelamerikanischen Angehörigen der Megalonychidae eine gemeinsame Klade, die wiederum enger zu den südamerikanischen Formen stehen. Im Gegensatz zu den beiden jüngeren Gattungen ist Zacatzontli deutlich kleiner, zusätzlich weicht es in seiner Unterkiefer- und Zahnmorphologie stärker ab. Die Unterschiede sind aber wohl durch die bestehende zeitliche Lücke von mehr als 4 Millionen Jahren zwischen Zacatzontli und sowohl Nohochichak als auch Xibalbaonyx erklärbar. Die dadurch bedingte verwandtschaftliche Stellung von Zacatzontli zeigt auf, dass die Aufspaltung in einen südamerikanischen und einen nordamerikanischen beziehungsweise einen karibischen Zweig der Megalonychidae bereits im späten Miozän vollzogen war.
Die Gattung Zacatzontli wurde im Jahr 2017 von H. Gregory McDonald und Oscar Carranza-Castañeda wissenschaftlich erstbeschrieben. Den Holotyp (Exemplarnummer MPGJ 3126) bildet der Unterkiefer aus Jal-Teco 20 im Tecolotlán-Becken im mexikanischen Bundesstaat Jalisco, die Fundstelle liegt heute in einer Höhe von 1177 m über dem Meeresspiegel. Der Name Zacatzontli stammt aus dem Nahuatl und bezeichnet den aztekischen Gott der Reisenden; er spiegelt somit die Anwesenheit einer südamerikanischen Faultierform in Mittel- beziehungsweise Nordamerika wider. Innerhalb der Gattung werden zwei Arten ausgewiesen:
- Z. cotobrusensis Valerio, Laurito, McDonald & Rincón, 2022
- Z. tecolotlanensis McDonald & Carranza-Castañeda, 2017

Z. tecolotlanensis bildet die Nominatform und wurde nach dem Fundort der Stadt Tecolotlán im gleichnamigen Becken benannt, der Name ist wiederum dem Nahuatl entnommen und bedeutet „Platz der Eulen“. Das Artepitheton von Z. cotobrusensis bezieht sich auf den Fluss Coto Brus in Costa Rica. Beide Arten unterscheiden sich in einzelnen Zahnmerkmalen und in Abweichungen in der Unterkiefergestaltung. Vor seiner Neubewertung war das Fundmaterial von Z. cotobrusensis der verwandten Faultiergattung Pliometanastes zugeordnet worden.

## Biogeographische Bedeutung
Mit Zacatzontli ist neben Pliometanastes, Meizonyx und Thinobatistes ein weiterer Vertreter der Faultiere belegt, die bereits sehr früh am Großen Amerikanischen Faunenaustausch teilgenommen hat. Andere Formen wie Eremotherium, Paramylodon oder Nothrotheriops folgten erst deutlich später. Der Große Amerikanische Faunenaustausch setzte verstärkt durch die Schließung des Isthmus von Panama und mit der Bildung einer Landbrücke zwischen Nord- und Südamerika im Verlauf des späten Pliozäns vor rund 2,7 Millionen Jahren ein. Allerdings gelang schon vorher einigen Tierarten die Überquerung der Meerenge. Neben den Vertretern der Faultiere waren auch andere Nebengelenktiere wie die Ameisenbären, die Gürteltiere, die Glyptodontidae und die Pampatheriidae am Großen Amerikanischen Faunenaustausch beteiligt. Insgesamt etablierten sich aber nur wenige Arten weiter im Norden, die meisten Nebengelenktiere blieben auf die Bereiche südlich des 40. nördlichen Breitengrades beschränkt. Eine Ausnahme bildet Megalonyx, das fast bis zum 70. nördlichen Breitengrad vordrang. Die hohe Diversität der Nebengelenktiere allgemein und der Faultiere speziell vom ausgehenden Miozän bis zum Pleistozän in Mittelamerika spiegelt dabei die heutigen Verhältnisse wider. Demnach weist Mittelamerika neben dem südamerikanischen Kerngebiet der Nebengelenktiere die höchste Vielfalt an Arten auf, während die Anzahl der Vertreter in Nordamerika stark zurückgeht.